# Irene Andessner
Irene Andessner (* 1954 in Salzburg) ist eine österreichische bildende Künstlerin.

## Leben und Wirken
Irene Andessner studierte 1978/79 an der Accademia di belle arti in Venedig bei Emilio Vedova und von 1979 bis 1984 an der Akademie der bildenden Künste Wien bei Arnulf Rainer und Max Weiler.
Ihr Hauptthema ist seit 1988 das Selbstporträt, das sie ursprünglich in Form von Malerei und ab Mitte der 1990er Jahre in Tableaux vivants, Foto- und Videoinszenierungen umsetzt. „Das Gesicht ist nur zufällig meines“, sagte Irene Andessner 1992.
Danach trat die Selbstinszenierung mit Rollenspiel an die Stelle des gemalten Selbstporträts. Nachbilder von kunst- und zeitgeschichtlichen Vorbildern wie Sofonisba Anguissola oder Frida Kahlo entstanden, auch Heilige und fiktive Personen sowie moderne Mythen (Marlene Dietrich). Im Projekt „I.M.Dietrich“ ging die Rollenidentifikation bis zur Annahme des Familiennamens des Vorbildes durch eine reale Heirat. Als „Wanda“ (re)produzierte sie das Idealbild, das Leopold von Sacher-Masoch von der Frau hatte. 2006 interpretierte sie die überlieferten, in ihrer Authentizität umstrittenen Mozart-Porträts („I.A. Mozart(?)“). Den „Saal der berühmten Männer“ im Caffè Florian in Venedig verwandelte sie in einen „Salon der illustren Frauen“, den Paternoster im Wiener Haus der Industrie in eine „Maternoster“ (mater nostra).
Das Bild der Frau, seien es überlieferte, erinnerte, vorgestellte, idealisierte, selbst wahrgenommene Bilder, sei nach Andessner, immer fiktiv sowohl in den Augen des Betrachters wie der Gesellschaft. Nicht „I was“, sondern „I am“ (wie sie ihr Produktionsteam nennt) ist das Motto der Künstlerin, ein Credo, mit dem sie selbst historische Gestalten sehr gegenwärtig zum Ausdruck bringt und eine Art Gegen-Gegenwart anbietet – im Sinne: Ich ist eine/bin eine Andere.

## Werke
Werke in einem virtuellen Katalog
- Mumien, Dämonen, Totenköpfe, Portraits (1982–1985)
- Gotische Kirchenfiguren (1985/1986)
- Die Kämpfer (1986–1988)
- Selbstportraits (seit 1989/1992)
- Portraits (1993/1994)
- Neue Selbstportraits (1994/1995)
- Mein Murano (1995)
- Vorbilder (1996–1998)
- Malerhut (1997)
- Cyberface (1998)
- Barbara Blomberg (1998)
- Frauen zu Salzburg (1999)
- Wasserfest (1999)
- Irma Troll-Borostyáni (2000),
- Milli Stubel-Orth/Irrlichter (2000)
- Portrait – Détrait (2000)
- I.M. Dietrich (2001)
- Portraitprojekt I.A. (2001 ff),
- Wanda SM (2003)
- Donne illustri (2003)
- I.A. Mozart(?) (2005/2006)
- Maternoster (2006)
- I.A.M. Ida/Artemis/Merian (2007)
- Citylights [Wiener Frauen] (2008)
- Virgen del Arte (2008/2009)

Weitere Werke
- Citylights [Salzburger Frauen] (2009)
- Citylights [Schöne Linzerin] (2009)
- Art Protectors – Lebende Bilder im Kunsthistorischen Museum Wien (2010)
- Art Protectors – Rollenportraits nach Frans Hals (2010-heute)
- Maria Andeßner (2011)
- Ateliermuseum, Roleportraits (in Arbeit)
- Young Art Proetectors (in Arbeit)
- Abendmahl, tableau vivants (in Arbeit)

## Einzel- und Gruppenausstellungen
- 2015: CentroCentro Cibeles de Cultura y Ciudadanía Madrid
- 2015: WUK Fotogalerie
- 2014: Galerie Johannes Faber auf der Paris Photo
- 2014: Galerie Brunnhofer, Modezone Linz im LENTOS Kunstmuseum Linz
- 2014: Galerie Johannes Faber Wien
- 2014: Galerie Jünger Wien
- 2014: NöArt, Zeitbrückenmuseum Gars am Kamp
- 2014: NöArt, Haus der Kunst, Baden
- 2014: Kulturhaus Stelzhamermuseum Pramet
- 2014: NöArt, Kulturschloss Reichenau an der Rax
- 2014: Galerie Walker Weizelsdorf Gemeinde Freistritz im Rosenthal
- 2014: Kunst Haus Wien
- 2014: ZS Art Gallery Wien
- 2014: Galerie Jünger Wien

(Quelle:)

## Projekte
Werke zu Ida Pfeiffer, Maria Sibylla Merian, Artemis sind gegenwärtig in Arbeit, die Produktion „Wiener Frauen“ und „Virgen del Arte“ (für Málaga) in Vorbereitung. Parallel läuft das Portrait Project I.A., in dessen Rahmen Irene Andessner Künstlerkollegen mit der Herstellung ihrer Selbstporträts „beauftragt“; das Gesicht ist in den Portraitprojekt-Ergebnissen ganz offensichtlich – nur zufällig ihres.

## Einschätzungen
In den Augen von Peter Sloterdijk markieren ihre Porträts als „Détraits“ die Auflösung und damit die Austauschbarkeit der bildnerischen Darstellung von Persönlichkeit.